# Željeznička nesreća u Zagrebu 1974.
Željeznička nesreća u Zagrebu dogodila se 30. kolovoza 1974. u 22:40 na istočnom ulasku u Zagrebački Glavni kolodvor. Smatra se jednom od najvećih željezničkih nesreća u Hrvatskoj i jednom je od najvećih željezničkih nesreća u ondašnjoj Jugoslaviji.
Nesreća se dogodila kada je ekspresni putnički vlak (broj 10410) na relaciji Atena – Beograd – Zagreb – Dortmund sa svih 9 vagona iskočio iz tračnica na samu ulazu u zagrebački glavni kolodvor, na 719. metru od ulaza na IIa kolosjek, te se prevrnuo, pri čemu je poginulo 167 putnika, te neutvrđen broj neidentificiranih putnika. U 22.33 sata lokomotiva je na IIa kolosjek kolodvora ušla sama. Po ovom je događaju napisana knjiga "Filip dječak bez imena" Ante Gardaša.
U vlaku je onda bilo približno 400 putnika, između kojih su bili veći dio iseljenički radnici u povratku s ljetnog odmora na rad u SR Njemačkoj. Vlak je s brzinom od 104 km/h ušao u željeznički kolodvor umjesto dozvoljenom 50 km/h, gdje je iskliznuo iz tračnica te se prevrnuo. Poginulo je 167 putnika, neki od njih zbog električna udara jer je vlak prevrtanjem istrgao željezne stupove električnih vodova. Identifikacija unakaženih trupala predstavljala je veliki problem, tako da je 41 neidentificiranih žrtava prokopano u zajedničkoj grobnici na Mirogoju. Josip Broz Tito poslije nesreće razglasio je dan žaljenja.
Naknadno istraživanje isključilo je mogućnosti tehničkih pogrešaka, a optuženi su za uzrok nesreće strojovođa Nikola Knežević i njegov asistent Stjepan Varga, koji su preživjeli. Istražitelji nisu bili istog mišljenja je li nesreći uzrokovalo utjecanje alkohola ili su jednostavno zaspali, ali najvjerojatniji uzrok je bila njihova iscrpljenost; njih su obojica u proteklom mjesecu prošli 300 sati rada, a prije nesreće bez ostatka radili su 51 sat. Unatoč toj olakšavajućoj okolnosti strojevođa je osuđen na 15 godina zatvora dok je njegov pomoćnik na 8. Nije isključeno da je vlak zbog niskog stadija željezničke infrastrukture kasnio u dolascima i stoga je strojevođa ubrzanjem vožnje htio ući na zagrebački kolodvor na vrijeme.
Preživjeli putnici potvrdili su da vlak oko sat vremena prije Zagreba nije usporavao niti vožnjom kroz postaje Ludinu i Novoselec, te se opasno naginjao u zavojima. Lokomotiva nastradalog vlaka sada se nalazi u Hrvatskom željezničkom muzeju.

## Vanjske poveznice
- Obljetnica željezničke nesreće (HŽ infrastruktura, arhivirana stranica)
- Train crashes into station in Yugoslavia — History.com This Day in History — 8/30/1974 History Channel: This Day in History 1974: Train crashes into station in Yugoslavia (korespondira gotovo doslovno s članakom na Wikipediji na engleskom jeziku). (engl.)
- railfan.net: Danger Ahead! Zagreb 1974 (sa slikom područja mjesta nesreće). (engl.)
- Željeznička nesreća - Zagreb 1974 - YouTube

45°48′18″N 15°59′18″E / 45.8049011377452°N 15.9883958101273°E